# Fiestas de la Bruja
Las fiestas de la Bruja son una celebración que tiene lugar a finales de mayo en la localidad española de Alcantarilla (Murcia). Ostentan la declaración de Interés Turístico en la Región de Murcia.

## Descripción
Como preparativo de las fiestas, al comienzo de las fiestas, se eligen las Reinas mayor e infantil. Normalmente, cada peña suele presentar a concurso una Dama mayor y una infantil. Durante el fin de semana previo a las fiestas se instala un Mercado Medieval, en el que el visitante se introduce en la época de la Inquisición y de la brujería. Ese fin de semana también se celebra la romería en honor de la patrona de la localidad, Nuestra Señora de la Salud. En el Recinto de Fiestas se instala una feria de atracciones. 
De lleno en la última semana de mayo, tienen lugar desfiles de peñas, actos como el Festival de Flamenco, la Noche de la Copla, por donde han pasado artistas de la talla de Isabel Pantoja o Charo Reina, el Festival de Tango, el Festival de Folcklore "Villa de Alcantarilla" o la tradicional Caza y el Juicio a la Bruja, además de las distintas actuaciones musicales. Ya casi anunciando el final de las fiestas, a lo largo de toda la calle Mayor, tiene lugar el Desfile de Carrozas donde participan comparsas, grupos y carrozas y durante el cual se reparten juguetes.
Tras el Desfile de Carrozas tiene lugar en la plaza Adolfo Suárez el espectáculo de la Quema de la Bruja, que agolpa a vecinos y visitantes en torno a una gran bruja de cartón piedra que arde, poniendo punto final a las fiestas y dando paso después un castillo de fuegos artificiales.